# 加贴错
加贴错（藏語：སྐྱ་ཐེབས་མཚོ，威利转写：skya thebs mtsho，THL：Kyatep Tso，藏语拼音：Gyatêb Co），又譯加特错，是中華人民共和國西藏自治区的一座馬蹄狀鹹水湖，地處那曲市班戈县佳琼镇北部，東距姜拆错約7公里，西距兹格塘错約25公里。湖面海拔4650公尺，面積約3.37平方千米，周邊連通若干小湖，湖水主要由周邊的荣琼曲等多條小型河川供給。